# Дуплій Степан Анатолійович
Дуплій Степан Анатолійович (*29 серпня 1954, м. Чернишевськ, Росія)  (Steven Duplij, Stepan Douplii)  — фізик-теоретик і поет. Закінчив Харківський університет (1978).
Провідний науковий співробітник, лабораторія ядерної фізики, фізико-технічний факультет, Харківський національний університет ім. В. Н. Каразіна, 1994 р.;
доктор фізико-математичних наук (теоретична фізика),
Інститут теоретичної фізики імені М. М. Боголюбова НАН України, 1999 р.

## Напрямки досліджень
- Побудував новий напрямок у суперсиметричних моделях елементарних частинок, заснований на включенні напівгруп, ідеалів і незворотних властивостей у дослідження математичної структури сучасних теорій.
- Знайшов необоротні аналоги супермноговидів, розшарувань і гомотопій.
- Сформулював нову необоротну суперконформну геометрію та її розширені варіанти, вперше знайшов необоротні аналоги суперконформних перетворень, що сплітають парність дотичного розшарування.
- Побудовано класичну механіку з нільпотентними парними напрямками, та розглянуто їх роль у суперсиметричній квантовій механиці.
- Запропонував альтернативну редукцію суперматриць, що призводить до нових їх абстрактних властивостей і напівгруп. Вперше суперматриці застосовуються для побудови зображення напівгруп зв'язок, при цьому знайдені нові узагальнені відношення Гріна.
- Ввів однопараметричні напівгрупи антитрикутних ідемпотентних суперматриць та відповідні супероператорні напівгрупи, де також виникають додаткові неекспоненціальні розв'язки задачі Коші.
- Побудував незворотний варіант гіперболічної геометрії на суперплощини, де знайшов незворотні аналоги подвійних відношень, інваріантів і відстаней.
- Ввів «необоротне» узагальнення статистики — напівстатистику — шляхом заміни умови, коли подвійний обмін призводить до тотожнього перетворення на умову регулярності фон Неймана.
- На категорній мові узагальннені сплетення і квантове рівняння Янга-Бакстера та вперше введена двічі регулярна R-матриця.
- Визначив узагальненні алгебри Гопфа шляхом послаблення оберненості генераторів підалгебри Картана. Побудована квазі-сплетена слабка алгебра Гопфа і показано, що відповідна квазі-R-матриця буде регулярною.
- Застосував розкладання Пірса для узагальнень квантових алгебр та запропонував конструкцію їх скінченновимірних представлень.
- У теорії поліадичних систем побудував багатомісні узагальнення гомоморфізмів — гетероморфізми, що зберігають асоціативність.
- Визничив вперше мультидії та мультимісні представлення поліадичних груп.
- Ввів тернарні алгебри Гопфа і тернарні узагальнення квантових груп та рівняння Янга-Бакстера.
- Показав, що фундаментальна формула Хоссу-Глускіна представлення n-арного добутку у теорії поліадичних груп не є унікальною і може бути узагальнена («деформована») з використанням «цілого» параметра, також сформулював «деформований» аналог теореми Хоссу-Глускіна.
- Ввів версію гамильтонового формалізму, яка дозволяє самоузгоджений опис теорій з виродженим лагранжіаном за допомогою узагальнення перетвореннь Лежандра на випадок, коли Гессіан дорівнює нулю, що доводиться за допомогою змішаних (обгортуючих/загальних) рішень багатовимірного рівняння Клеро.
- Сформулював сингулярні теорії (з виродженими лагранжіанами) без залучення зв'язків. Побудував частковий гамільтонів формалізм у редукованому фазовому просторі (з довільною кількістю узагальнених імпульсів).
- Показав еквівалентність сингулярних теорій та багаточасової динаміки у рамках часткового гамільтонового формалізму за певних умов, якими є збіг кількості узагальнених імпульсів з рангом матриці Гессіану.
- Ввів нову антисиметричну дужку (аналог дужки Пуассона), що описує еволюцію в часі сингулярних систем, що може призвести до нової схеми квантування без зв'язків.
- Знайшов і класифікував дії універсальних обгортуючих квантових алгебр на квантовій площині довільних розмірністей та знайшов класичні межі отриманих дій.
- Запропонував узагальнений підхід до нелінійної класичної електродінаміки і суперсиметричної електродинаміки, який враховує можливі види середовищ (анізотропні, піроелектричні, кіральні і ферромагнітні), можливі нелокальні ефекти і описав як лагранжеві, так і нелагранжеві теорії, ввів в розгляд узагальнені матеріальні рівняння і конститутивні тензори самого загального вигляду.
- Вивчив нелінійні визначальні рівняння для гравітоелектромагнетизму та вирішив проблему знаходження для даного конкретного рішення такого рівняння Максвелл-гравітаційного поля точної форми, що відповідає нелінійним визначальним рівнянням.
- Запропонував загальний підхід до опису взаємодії моделей мультигравітації у просторі-часі довільної розмірности, різні можливості узагальнення інвариантного об'єму та найбільш загальний вид потенціалу взаємодії.
- У теорії ДНК ввів нову характеристику нуклеотидів — ступень детермінації (яка зв'язана із фізичними властивостями), що дало можливість описувати геометрію кубічної моделі генетичного коду числовими параметрами та знайти симетрії і тонку структуру ДНК послідовностей.
- Застосував новий метод візуального аналізу та ідентифікації ДНК (генограму) за допомогою «триандрів» у двох та трьох вимірах.

## Членство в наукових об'єднаннях
- American Physical Society (College Park, MD) (з 2008)
- International Mathematical Union (IAS, Princeton) (з 1999)
- American Mathematical Society (Providence, RJ)(з 1995)
- International Association of Mathematical Physics (Cambridge, MA) (з 1994)
- English International Association (Lund, Sweden) (з 1993)
- American Association for the Advancement of Science (Washington, DC) (з 1993)
- European Physical Society (Geneva, Switzerland) (з 1992)
- Alexander Von Humboldt Club Ukraine (з 2002)

## Редакційна діяльність
- Член редколегії журналу «Вісник ХНУ. Серія ядра, частинки і поля»
- Науковий оглядач журналу «Zentralblatt Mathematik, Karlsruhe-Berlin»
- Рецензент:
  - Zentralblatt Mathematik, Karlsruhe-Berlin, Germany
  - Journal of Zhejiang University, Science, Hangzhou, China
  - Journal of Mathematical Physics, AIP, USA
  - Reports of Mathematical Physics, Warsaw, Poland
- Редактор книг:
  - «Noncommutative structures in mathematics and physics» (Eds. S. Duplij and J. Wess), Kluwer, Dordrecht-London-Boston 2001;
  - «Supersymmetric structures in mathematics and physics» (Eds. S. Duplij and V. Zima), Kiev, 2000;
  - «Concise encyclopedia of supersymmetry and noncommutative structures in mathematics and physics» (Eds. S. Duplij, W. Siegel, J. Bagger), Kluwer, Dordrecht-London-Boston 2004 (Second Printing, Springer Science, Berlin-Heidelberg-New York-Tokyo, 2005).

## Наукові публікації
Має понад 100 наукових робіт, найважливіші з яких такі:
- С. А. Дуплий, Полусупермногообразия и полугруппы, Харьков 2000 (Semisupermanifolds and Semigroups, Second printing, 2013, Createspace Publishing: Charleston 220 pp.)
- S. Duplij, Some abstract properties of semigroups appearing in superconformal theories, Semigroup Forum — 1997.- V. 54, P. 253—260.
- S. Duplij, W. Marcinek, Regular obstructed categories and topological quantum field theory. Journal of Mathematical Physics — 2002. — V. 43. — № 6. — P. 3329-3341.
- F. Li, S. Duplij, Weak Hopf algebras and singular solutions of quantum Yang- Baxter equation. Communications in Mathematical Physics — 2002. — V. 225. — № 1. — P. 191—217.
- S. Duplij, Ternary Hopf algebras, in «Symmetry in Nonlinear Mathematical Physics», (Eds. A. G. Nikitin and V. M. Boyko), Institute of Mathematics, Kiev, 2001, pp. 25–34.
- S. Duplij, On supermatrix idempotent operator semigroups. Linear Algebra and its Applications.- 2003.- V. 360 (C).- P. 59-81.
- A. Borowiec, W. Dudek, S. Duplij, Bi-element representations of ternary groups, Communications in Algebra — 2005 — V. 34 (5) (2006), P. 1651—1670.
- S. A. Duplij, O. I. Kotulska, and A. S. Sadovnikov, Quantum Yang-Baxter equation and constant R-matrix over Grassmann algebra, J. Zhejiang Univ. Science. — 2005. — V.6A (10) . 1065—1079.
- S. Duplij, S. Sinel'shchikov, Quantum enveloping algebras with von Neumann regular Cartan-like generators and the Pierce decomposition, Communications in Mathematical Physics, — 2009. — V. 287. — № 4. — P. 769—785.
- S.A. Duplij, G.A. Goldin, V.M. Shtelen, Generalizations of nonlinear and supersymmetric classical electrodynamics, J. Physics A: Math. and Gen. — 2008. — V.41.- P. 304007.
- S. Duplij, S. Sinel'shchikov, Classification of Uq(sl2)-module algebra structures on the quantum plane, Journal of Mathematical Physics, Analysis, Geometry, 2010.-V. 6.- № 4.- P. 21-46,
- D. Duplij and S. Duplij, DNA sequence representation by trianders and determinative degree of nucleotides, J. Zhejiang Univ. Science, 2005.- V. 6B(8).- P. 743—755.
- S. Duplij, Polyadic Systems, Representations And Quantum Groups, Journal of Kharkov National University, ser. Nuclei, Particles and Fields. — 2012. — V. 1017.- № 3(55).- P. 28-59
- S. A. Duplij and A. T. Kotvytskiy, Generalized Interaction In Multigravity, Theoretical and Mathematical Physics — 2013. — V.177.- № 1.- P. 1400—1411.

## Літературні публікації
Має понад 100 публікацій у літературних газетах і журналах України, США, Англії, Німеччини, та книги віршів і коротких оповідань
- «Штрих-пунктир/Dash-dotted» Trilingual Press, Cambridge, USA (2012) — 336 с. — книга віршів англійською та російською.
- «В крик/In cry» Митець, Харків (1999) — 72 с.
- «Angel» JVC Books, Arcadia, USA (1997) — 126 с. — книга віршів англійською.
- «Страничка Запада» Оригинал, Харьков (1996) — 86 с. — книга віршів та оповідань російською.